# Темнокрылки (чешуекрылые)
Темнокрылки (лат. Pyrgus) — род дневных бабочек из семейства толстоголовок, представители которого обитают по всей Голарктике.

## Описание
Бабочки небольших размеров. Окраска верхней стороны крыльев преимущественно тёмная обычно с белыми пятнами, прозрачные участки отсутствуют. Окраска нижней стороны крыльев характеризуется преобладанием белых оттенков, а также серо-зеленого и бурого тонов. Крылья по сравнению с мощным телом небольшого размера. Передние крылья узкие, удлиненные, с заостренной вершиной. Они имеют ровный, выпуклый внешний край. На верхней стороне задних крыльев белое пятнышко в центре дискоидной ячейки отсутствует. На передних крыльях располагается один хорошо различимый ряд точек. На внешней области переднего крыла иногда имеется также ещё один дополнительный ряд, образованный неясными мелкими пятна. Жилки на крыле изредка выделяются на общем фоне. Все пять радиальных жилок R не ветвятся и берут свое начало непосредственно от центральной ячейки крыла. Центральная ячейка на переднем крыле занимает собой около двух третей длины крыла, является замкнутой. Голова широкая, её поперечный размер обычно больше продольного. Глаза крупные, широко расставленные, между ними располагается «хохолок» из волосовидных чешуй. Основание усиков отличается волосистой кисточкой. Усики с веретеновидной формой булавы. Андрокониальные чешуйки на передних крыльях у самцов располагаются на переднем (костальном) крае крыла. У основания голеней лапок находятся тибиальные кисти (андрокониальные образования в виде пучков волосовидных чешуек). Половой диморфизм в целом выражен слабо.
Род выделяют на основании анатомических особенностей копулятивного аппарата — эдеагус характеризуется симметричной формой, гнатос (Х-стернит) развитый, вальвы также являются симметричными.
В позе покоя крылья складывают над спиной не плотно. При полете, как и все представители семейства толстоголовок, часто машут крыльями, полет является резким. Гусеницы живут в свернутых или сложенных разным образом листьях, трофически связаны с травянистой растительностью.

## Виды
- Pyrgus aladaghensis De Prins & Poorten, 1995
- Pyrgus albescens Plötz, 1884
- Pyrgus alpinus Erschoff, 1874)
- Pyrgus alveus (Hübner, 1803)
- Pyrgus armoricanus (Oberthür, 1910)
- Pyrgus andromedae (Wallengren, 1853)
- Pyrgus barrosi Ureta, 1956 Chile
- Pyrgus bellieri (Oberthür, 1910)
- Pyrgus bocchoris (Hewitson, 1874)
- Pyrgus bolkariensis (Mabille, 1875)
- Pyrgus bieti (Oberthür, 1886)
- Pyrgus cacaliae (Rambur, 1839)
- Pyrgus carlinae (Rambur, 1839)
- Pyrgus carthami (Hübner, [1813])
- Pyrgus cashmirensis (Erschoff, 1874)
- Pyrgus centaureae (Rambur, 1839)
- Pyrgus cinarae (Rambur, 1839)
- Pyrgus cirsii (Rambur, 1839)
- Pyrgus chapmani (Warren, 1926)
- Pyrgus communis (Grote, 1872)
- Pyrgus darwazicus Grum-Grshimailo, 1890
- Pyrgus fides Hayward, 1940
- Pyrgus jupei (Alberti, 1967)
- Pyrgus limbata (Erschoff, 1876)
- Pyrgus maculatus (Bremer & Grey, 1853)
- Pyrgus malvae (Linnaeus
- Pyrgus malvoides (Elwes & Edwards, 1898)
- Pyrgus melotis (Duponchel, (1834))
- Pyrgus notatus (Blanchard, 1852)
- Pyrgus oberthueri (Leech, 1891)
- Pyrgus oileus (Linnaeus, 1767)
- Pyrgus onopordi (Rambur, 1839)
- Pyrgus orcus (Stoll, 1780)
- Pyrgus philetas WH Edwards, 1881
- Pyrgus ruralis (Boisduval, 1852)
- Pyrgus scriptura (Boisduval, 1852)
- Pyrgus serratulae (Rambur, 1839)
- Pyrgus sibirica (Reverdin, 1911)
- Pyrgus sidae (Esper, 1784)
- Pyrgus speyeri (Staudinger, 1887)
- Pyrgus trebevicensis Warren, 1926
- Pyrgus veturius Plötz, 1884
- Pyrgus warrenensis (Verity, 1928)
- Pyrgus xanthus Edwards, 1878